# Río Saint Joe
El río Saint Joe (en inglés: Saint Joe River, a veces St. Joe River, aunque la USGS no utilizar esta ortografía) es un río de los Estados Unidos localizado en el norte del estado de Idaho. El río corre por el Saint Joe River Valley, atravesando las pequeñas localidades de Avery, Calder y St. Maries. Finalmente el río desemboca  en el lago Coeur d'Alene. El río Saint Joe forma parte de la cuenca del río Spokane, que un su vez es parte de la cuenca del río Columbia.
Se ha descrito como el río navegable de más altitud del mundo.
El 10 de noviembre de 1978, un tramo de 66,3 km del río fue declarado río salvaje y paisajístico nacional (National Wild & Recreatical River).

## Véase also
- Afluentes del río Columbia (artículo de la Wikipedia en inglés)